# Liste der Vizekönige von Sizilien
1412 verlor das Königreich Sizilien seine Selbständigkeit. Ab da wurde das Land bis zur Errichtung des Königreichs beider Sizilien 1816 von Vizekönigen regiert. 

## Aragonesische Vizekönige
Von 1412 bis 1713 gehörte Sizilien zur Krone Aragon bzw. später zu Spanien.
- 1415: Juan, Herzog von Peñafiel (später Johann II. von Aragón)
- 1416: Domingo Ram y Lanaja, Bischof von Lleida, und Antonio Cardona (Haus Folch de Cardona)
- 1419: Antonio Cardona und Fernando Velázquez y Marino (1. Mal)
- 1421: Giovanni de Podio, Arnaldo Ruggiero und Nicolás Castagna
- 1422: Giovanni de Podio, Arnaldo Ruggiero und Fernando Velázquez y Marino (2. Mal)
- 1423: Nicolás Speciale (1. Mal)
- 1424: Pedro de Aragón
- 1425: Nicolás Speciale (2. Mal)
- 1429: Nicolás Speciale und Guillermo Moncada
- 1430: Nicolás Speciale, Guillermo Moncada und Giovanni Ventimiglia, Graf von Gerace
- 1432: Pedro Felice und Adamo Asmondo

1433–1435 regierte König Alfons V. von Aragón Sizilien direkt
- 1435: Ruggiero Paruta
- 1436: Ruggiero Paruta und Battista Platamonte (1. Mal)
- 1438: Ruggiero Paruta
- 1439: Bernardo Requesens (1. Mal)
- 1440: Gilberto Centelles und Battista Platamonte (2. Mal)
- 1441: Raimundo Perellós
- 1443: Lope Ximénez de Urrea (1. Mal)
- 1459: Juan de Moncayo
- 1463: Bernardo Requesens (2. Mal)
- 1465: Lope Ximénez de Urrea (2. Mal)
- 1475: Guillermo Pujades und Guillermo Peralta
- 1477: Juan Ramón Folc de Cardona, Graf von Prades (Haus Folch de Cardona)
- 1479: Gaspar de Espes
- 1489: Fernando de Acuña
- 1495: Juan de Lanuza
- 1507: Ramón de Cardona, Graf von Albento (Haus Folch de Cardona)
- 1509: Hugo de Moncada

## Spanische Vizekönige
- 1517: Ettore Pignatelli, Graf von Monteleone
- 1534: Simón Ventimiglia, Markgraf von Gerace (Interim)
- 1535: Ferrante I. Gonzaga, Fürst von Molfetta
- 1546: Ambrosio Santapace, Markgraf von Licodia (Interim)
- 1547: Juan de Vega, Señor de Grajal
- 1557: Juan de la Cerda y Silva, Herzog von Medinaceli
- 1564: García Álvarez de Toledo y Osorio, Markgraf von Villafranca del Bierzo
- 1566: Carlo de Aragón, Herzog von Terranuova (Interim) (1. Mal)
- 1568: Francisco Fernando d’Avalos, Marchese di Pescara
- 1571: José Francisco Landriano, Graf von Landriano (Interim)
- 1571: Carlo de Aragón, Herzog von Terranuova (Interim) (2. Mal)
- 1577: Marcantonio Colonna
- 1584: Juan Alfonso Bisbal, Graf von Briático (Interim)
- 1585: Diego Enríquez de Guzmán, Graf von Alba de Liste
- 1592: Enrique de Guzmán, Graf von Olivares
- 1595: Juan Ventimiglia, Markgraf von Gerace (Interim) (1. Mal)
- 1598: Bernardino de Cárdenas y Portugal, Herzog von Maqueda
- 1601: Jorge de Cárdenas, Markgraf von Elche (Interim)
- 1602: Lorenzo Suárez de Figueroa y Córdoba, Herzog von Feria
- 1606: Juan Ventimiglia, Markgraf von Gerace (Interim) (2. Mal)
- 1607: Juan Fernández Pacheco, Herzog von Escalona
- 1610: Juan Doria, Kardinal (Interim) (1. Mal)
- 1611: Pedro Téllez-Girón, 3. Herzog von Osuna
- 1616: Francisco Ruiz de Castro
- 1622: Philibert von Savoyen
- 1624: Juan Doria, Kardinal (2. Mal)
- 1626: Antonio Pimentel y Toledo, Markgraf von Tavora
- 1627: Enrique Pimentel, Graf von Villada
- 1627: Francisco de la Cueva, Herzog von Alburquerque (Haus La Cueva)
- 1632: Fernando Afán de Ribera y Enríquez, Herzog von Alcalá
- 1635: Luis de Moncada, Herzog von Montalvo (Interim)
- 1639: Francisco de Melo, Markgraf von Villanueva
- 1641: Juan Alfonso Enríquez de Cabrera
- 1644: Pedro Fajardo Requesens y Zúñiga, Markgraf von Los Vélez
- 1647: Vicente de Guzmán, Markgraf von Montealegre (Interim)
- 1647: Teodoro Trivulcio, Kardinal
- 1648: Juan José de Austria
- 1651: Rodrigo de Mendoza, Herzog von El Infantado
- 1655: Juan Téllez-Girón, Herzog von Osuna
- 1656: Martín de Redín
- 1657: Pedro Rubeo (Interim)
- 1660: Fernando de Ayala, Graf von Ayala
- 1664: Francesco Caetani, VIII. Duca di Sermoneta
- 1667: Francisco Fernández de la Cueva, 8. Herzog von Alburquerque (Haus La Cueva)
- 1670: Claude-Lamoral, 3. Fürst von Ligne
- 1674: Francisco Bazán de Benavides (Interim)
- 1675: Fadrique de Toledo y Osorio, Markgraf von Villafranca del Bierzo
- 1676: Anielo de Guzmán, Markgraf von Castel Rodrigo (Interim)
- 1677: Apr/Mai Leonor de Moura, Herzogin von Nocera, Witwe von Anielo de Guzman
- 1677: Francisco de Gattinara, Markgraf von San Martín (Interim)
- 1677: Luis Manuel Fernández de Portocarrero, Kardinal (Interim)
- 1678: Vicente Gonzaga, Herzog von Guastalla
- 1678: Francisco de Benavides, Graf von Santisteban
- 1687: Juan Francisco Pacheco, Herzog von Uceda
- 1696: Pedro Colón, Herzog von Veragua
- 1701: Juan Manuel Fernández Pacheco, Herzog von Escalona
- 1702: Francisco Judice, Kardinal (Interim)
- 1705: Isidoro de la Cueva y Benavides, Markgraf von Bedmar
- 1707: Carlos Spinola, Markgraf von Los Balbases

## Savoyische Vizekönige
1707 wurde im Zuge des Spanischen Erbfolgekrieges Mittelitalien von Österreich besetzt. Die Friedensschlüsse von 1713/14 wiesen das Königreich Sizilien Viktor Amadeus von Savoyen zu.
- 1714: Annibale Maffei
- 1718: Juan Francisco de Bette
- 1719: Niccolò Pignatelli

## Österreichische Vizekönige
Viktor Amadeus von Savoyen tauschte Sizilien 1720 mit den Habsburgern gegen das Königreich Sardinien. Bis 1737 wurde die Insel nun in Verbindung mit dem Königreich Neapel von einem österreichischen Vizekönig verwaltet.
- 1721: Marcantonio Borghese, Principe di Sulmona
- 1722: Michael Friedrich von Althann, Kardinal
- 1728: Joaquin de Portocarrero, Marchese di Almahara
- 1728: Aloys Thomas Raymund, Graf von Harrach
- 1733: Giulio Borromeo Visconti, conte della Pieve di Brebbia

## Bourbonische Vizekönige
Ab 1734 wurde das Königreich Sizilien zusammen mit dem Königreich Neapel in Personalunion von einer Nebenlinie der spanischen Bourbonen regiert. Dabei residierte der König in Neapel; Sizilien wurde weiter von einem Vizekönig regiert.
- 1734: José Carrillo de Albornoz
- 1737: Bartolomeo Corsini
- 1747: Jacques-Eustache de Laviefuille
- 1755: Giovanni Fogliani d’Aragona
- 1775: Marcantonio Colonna
- 1781: Domenico Caracciolo, Marchese de Villamaina e Capriglia
- 1786: Francesco d’Aquino
- 1795: Francisco Lopez y Rojo, Erzbischof von Palermo 1795–1798
- 1798: Tommaso Ferrao
- 1802: Kardinal Domenico Pignatelli di Belmonte, Erzbischof von Palermo 1802–1803
- 1803: Alessandro Filangieri

Nach der Eroberung Neapels durch napoleonische Truppen regierte König Ferdinand 1806–1813 direkt in Sizilien.  
- 1813: Franz, Herzog von Kalabrien (ab 1825 König Franz I. beider Sizilien)
- 1816: Niccolò Filangieri

1816 wurden das Königreich Sizilien und das Königreich Neapel zum Königreich beider Sizilien vereinigt.